# Stefanie Sieger
Stefanie Sieger (* 9. März 1988 in Schönau am Königssee) ist eine deutsche Rennrodlerin.
Die in Schönau lebende Sportsoldatin ist seit der Saison 2001/2002 Mitglied in den deutschen Nationalkadern. Nachdem sie sowohl im bayerischen als auch im deutschen Jugendcup als B-Juniorin erfolgreich gestartet war, durfte sie ab 2003 in der A-Jugend an den Start gehen. Auch dort wiederholte Sieger ihre guten Ergebnisse und wurde 2006 Juniorenweltmeisterin mit der Mannschaft in Altenberg, im Einzel gewann sie die Silbermedaille. In der Saison 2006/2007 gelang Sieger erstmals der Juniorengesamtweltcuperfolg, außerdem verteidigte sie ihre Silbermedaille bei den Juniorenweltmeisterschaften und kam auch bei der Deutschen Meisterschaft der Senioren in die Top 10. Die folgende Saison gestaltete sie noch erfolgreicher mit vier Juniorenweltcupsiegen und dem erneuten Gewinn des Gesamtweltcups. Nun erreichte sie auch bei den Senioren den fünften Platz bei der Deutschen Meisterschaft.
Nachdem sie auch bei der Deutschen Meisterschaft 2008 als Dritte ihren Aufwärtstrend fortsetzte, gelang ihr erstmals die interne Qualifikation für den Rennrodel-Weltcup 2008/2009. Neben der Welt- und Deutschen Meisterin Tatjana Hüfner sowie Anke Wischnewski und Europameisterin Natalie Geisenberger ist Sieger somit die vierte Fahrerin. Bei den ersten fünf Weltcup-Stationen wurde Sieger viermal eingesetzt und kam immer unter die besten Zehn, ihr bestes Resultat war ein fünfter Rang. Da sie jedoch nicht immer im starken deutschen Team überzeugen konnte, setzte der Verband ab Saisonmitte Corinna Martini statt Sieger ein. Unter diesen beiden Athletinnen entschied sich, wer als vierte deutsche Starterin bei den Weltmeisterschaften 2009 antreten darf. Martini gewann die interne Qualifikation gegen Sieger, auch in der Saison 2009/10 wurde Martini in fast allen Weltcuprennen eingesetzt. Sieger durfte einzig in Königssee antreten und erreichte dort mit Rang drei ein ausgezeichnetes Resultat.